# جواو باولو (لاعب كرة قدم مواليد 1985)
جواو باولو (بالبرتغالية: João Paulo Silva‏) (22 فبراير 1985 في كوريتيبا في البرازيل – )؛ هو لاعب كرة قدم كان يلعب كلاعب وسط.

## وصلات خارجية
- جواو باولو (1985) على موقع رابطة كرة القدم اليابانية للمحترفين (اليابانية)
- جواو باولو (1985) على موقع قاعدة بيانات كرة القدم.إي يو (الإنجليزية)
- جواو باولو (1985) على موقع Soccerway.com (الإنجليزية)
- جواو باولو (1985) على موقع عالم كرة القدم.نت (الإنجليزية)